# Саамский парламент Норвегии
В Википедии есть статьи о других саамских парламентах, см. Саамский парламент.

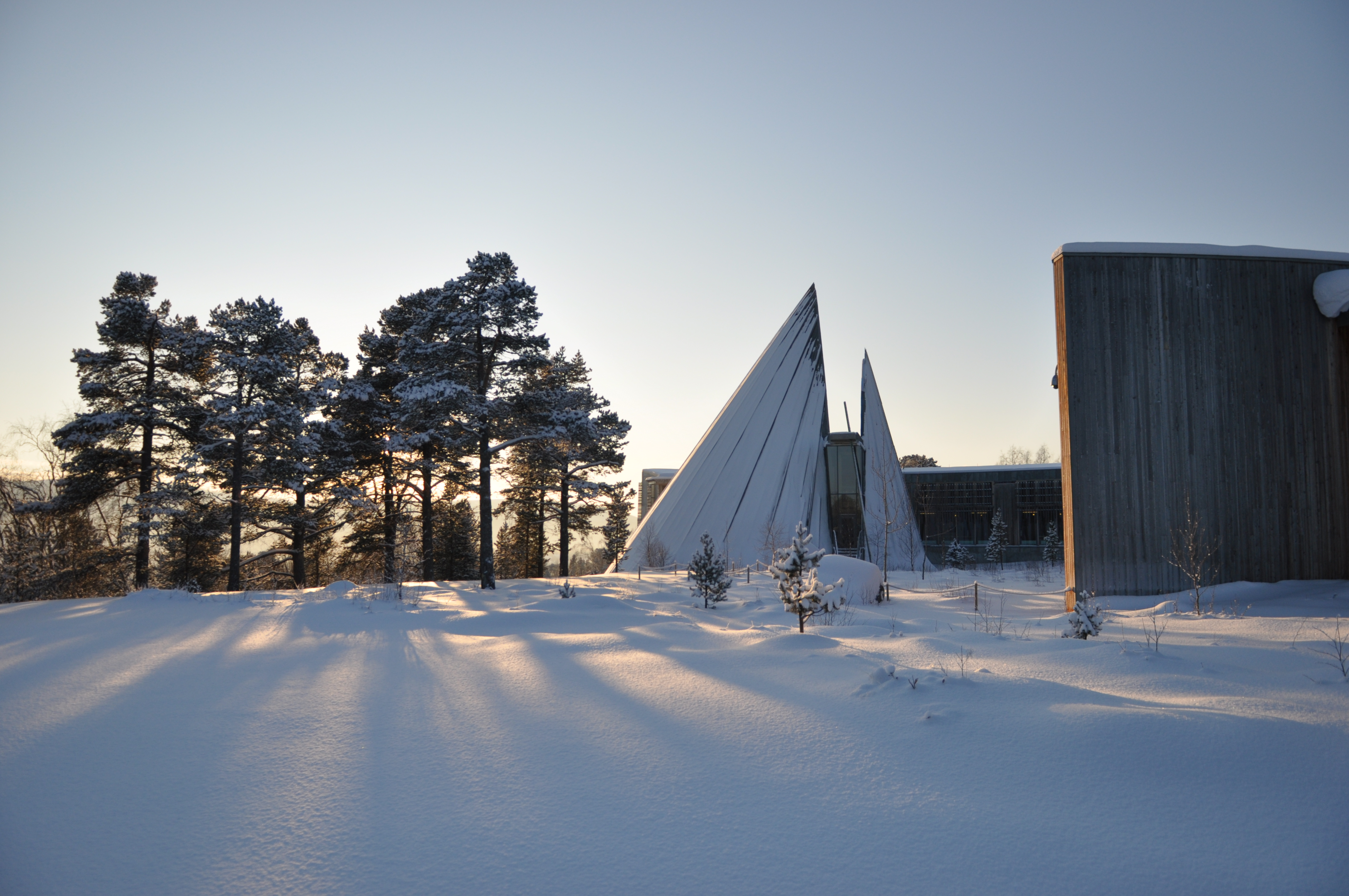
Здание Саамского парламента Норвегии выполнено в виде традиционного жилища вежи

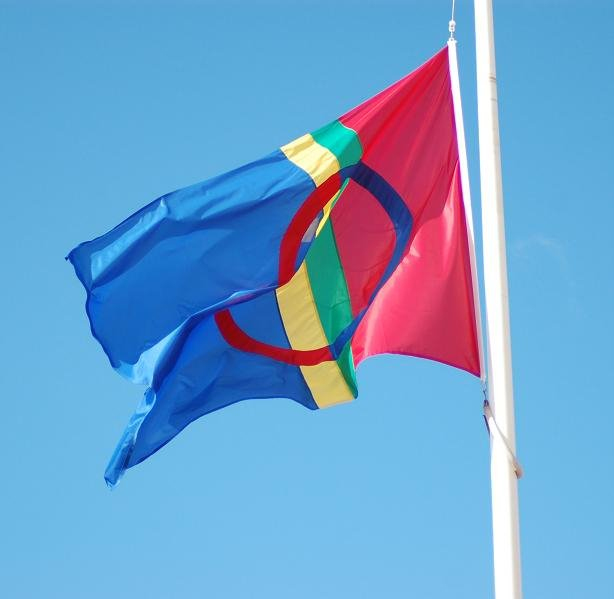
Флаг саамов

Саамский парламент Норвегии (норв. Sametinget (Саметинг), северносаам. Sámediggi, саам. и луле-саам. Sámedigge, южносаам. Saemiedigkie, колтта-саам. Sääʹmteʹǧǧ) — выборный представительный орган культурного самоуправления саамов Норвегии. Создан в 1989 году. 
Саамский парламент Норвегии является политическим инструментом, способствующим справедливому общению саамского населения Норвегии с населением Норвегии в целом. По мнению Эгиля Олли, Президента парламента в 2007−13 годах, деятельность Саамского парламента Норвегии должна быть, в том числе, направлена и на то, чтобы усилить значение саамских языков в Норвегии, добиться того, чтобы саамские языки стали естественной частью норвежской общественной жизни.

## Саамы Норвегии
Численность норвежских саамов составляет, по разным данным, от 40 до 60 тысяч человек, большей частью они проживают на севере Норвегии, в фюльке Нурланн, Нур-Трёнделаг, Тромс и Финнмарк. Длительное время в Норвегии проводилась политика норвегизации, во время которой саамское население подвергалось принудительной ассимиляции. Саамские языки были признаны на официальном уровне только в 1992 году.

## История парламента

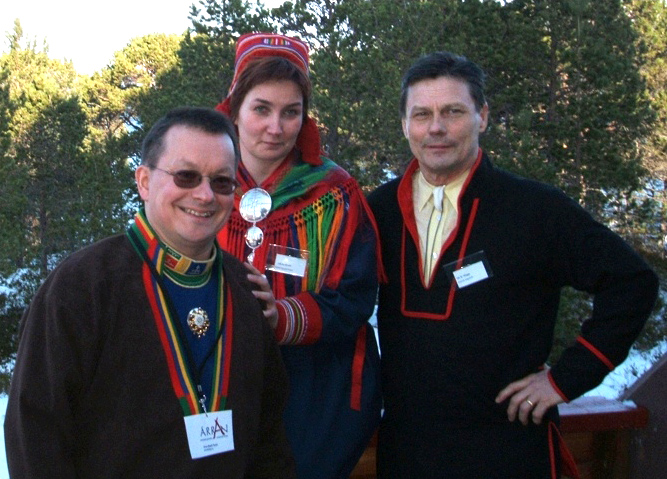
Слева направо: Свен-Роальд Нюстё, Айли Кескитало и Уле Хенрик Магга (соответственно второй, третий и первый президенты Саамского парламента Норвегии), в традиционных саамских костюмах

История возникновения Саамского парламента Норвегии в значительной степени связана с событиями 1978 года, когда в Стортинге (норвежском парламенте) было принято решение о строительстве электростанции в районе Алты — Кёутукейну. Это решение породило многочисленные протесты как со стороны саамского населения Северной Норвегии, лишавшегося традиционных мест рыбного промысла, так и со стороны норвежских политических сил, выступающих в защиту окружающей среды. В ходе этих протестных выступлений (называемых в норвежской историографии Алта-конфликтом) для взаимодействия между официальной властью и саамским населением были созданы Комиссия по правам саамов (Samerettsutvalget) и Комиссия по вопросам саамской культуры (Samekulturutvalget).
В 1984 году Комиссия по правам саамов представила свой доклад «О правовом положении саамов» (Om samenes rettstilling), который лег в основу принятого Стортингом 12 июня 1987 года «Закона о саамах» («Закона о Саамском парламенте и других правах саамов», Lov om Sametinget og andre samiske rettsforhold). На основе этого закона в начале осени 1989 году прошли первые выборы в Саамский парламент Норвегии. Его первая сессия была открыта в Карасйоке 9 октября 1989 года королём Норвегии Улафом V.

…Многие страны практикуют геноцид — моя в том числе. Норвегия изо всех сил старалась уничтожить народ и культуру саамов. Но в 1990-е годы уцелевшие саамы создали собственный парламент. Это стало компенсацией за варварское уничтожение лососей в одной из крупных рек…
— Нильс Кристи, норвежский историк (2002)

## Работа Саамского парламента Норвегии
Принцип работы Саамского парламента Норвегии является парламентским, то есть руководящие органы Парламента действуют на основе решений, принимаемых на пленарном заседании. Оперативное руководство парламентом осуществляет Президиум парламента, возглавляемый Президентом парламента.
Администрация Саамского парламента Норвегии находится в Карасйоке (фюльке Финнмарк).
Президенты Саамского парламента Норвегии
|           | Период             | Имя              | Оригинал имени (норв.)         | Партия |
| 1989—1997 | Магга, Уле         | Ole Henrik Magga | Норвежская саамская ассоциация |        |
| 1997—2005 | Нюстё, Свен-Роальд | Sven-Roald Nystø | Норвежская саамская ассоциация |        |
| 2005—2007 | Кескитало, Айли    | Aili Keskitalo   | Норвежская саамская ассоциация |        |
| 2007—2013 | Олли, Эгиль        | Egil Olli        | Норвежская рабочая партия      |        |
| 2013—     | Кескитало, Айли    | Aili Keskitalo   | Норвежская саамская ассоциация |        |

Одним из основных пунктов предвыборной программы 2013 года Айли Кескитало стало требование предоставить Саамского парламенту Норвегии право вето на горные разработки. Она заявляла, что считает неправильной нынешнюю ситуацию, когда решения по таким проектам принимаются без учёта мнения саамов. Правительство Норвегии неоднократно высказывалось против таких идей. Министр иностранных дел Норвегии Эспен Барт Эйде заявил, что не согласен с тем, что «у Саамского парламента должно быть эксклюзивное право вето в отношении горных проектов и тем самым возможность для установления саамского самоуправления в Финнмарке. Множество людей в Финнмарке настроено против таких планов». Вместе с тем Эйде признал необходимость учёта мнения Саамского парламента Норвегии относительно любых проектов в Сапми.
15 октября 2013 года в Карасйоке на сессии Саамского парламента его новым председателем была избрана Айли Кескитало. Помимо депутатов от Ассоциации саамов Норвегии (организации, которую она возглавляет), за неё голосовали депутаты от Народного саамского союза.

## Избирательные округа
- «Восток» (Østre valgkrets) - 5 мест;
- «Авьоварри» (Ávjovárri valgkrets) - 7 мест;
- «Север» (Nordre valgkrets) - 6 мест;
- «Гальси» (Gáisi valgkrets) - 6 мест;
- «Вестхавет» (Vesthavet valgkrets) - 5 мест;
- «Южносаамский» (Sørsamisk valgkrets) - 4 места;
- «Юг» (Sør-Norge valgkrets) - 6 мест.

## Органы
- совет старейшин (eldrerådet)[5]
- комитет по выборам (Valgkomiteen)[6]

## Комитеты
- плановый и финансовый комитет (plan- og finanskomiteen);
- комитет по образованию и делам молодёжи (oppvekst-, omsorgs- og utdanningskomiteen);
- комитет по культуре и продовольствию (nærings- og kulturkomiteen)[7].